# Gmina Železniki
Železniki – gmina w zachodniej Słowenii. W 2010 roku liczyła 6800 mieszkańców.

## Miejscowości
Miejscowości wchodzące w skład gminy Železniki:

- Davča
- Dolenja vas
- Dražgoše
- Golica
- Kališe
- Lajše
- Martinj Vrh
- Ojstri Vrh
- Osojnik
- Podlonk
- Podporezen
- Potok
- Prtovč
- Ravne
- Rudno
- Selca
- Smoleva
- Spodnja Sorica
- Spodnje Danje
- Studeno
- Topolje
- Torka
- Zabrdo
- Zabrekve
- Zala
- Zali Log
- Zgornja Sorica
- Zgornje Danje
- Železniki – siedziba gminy